# غازي الشواشي
غازي الشواشي من مواليد 5 فبراير 1963 بمدينة باردو، هو محامٍ وسياسي تونسي .
تم انتخابه نائباً لمجلس نواب الشعب خلال الانتخابات التشريعية لعام 2014 ، وكان مؤسسًا مشاركًا وعضوًا في المكتب السياسي وأمينًا عامًا للتيار الديمقراطي من مارس 2016 إلى أبريل 2019 . و في عام 2020 ، أصبح وزيرا للأملاك الدولة و الشؤون العقارية.

## السيرة الذاتية

### التكوين
حصل غازي الشواشي على شهادة البكالوريا في الآداب من المعهد الثانوي بالمنصورة ب القيروان عام 1982، ثم التحق بكلية الحقوق والعلوم الاقتصادية بتونس وحصل على إجازة جامعية في القانون عام 1987. وفي عام 1988 حصل على شهادة كلية الحقوق بتونس لممارسة مهنة المحاماة.

### الحياة المهنية والسياسية
كان المدير التنفيذي المصرفي في بنك الأمان بين عامي 1988 و1994. حيث غادرها ليصبح محامياً.
عضو الرابطة التونسية للدفاع عن حقوق الإنسان وناشط المجتمع المدني، وشارك في تأسيس حزب التيار الديمقراطي الذي أصبح عضوًا في مكتبه التنفيذي؛ وهو أيضًا نائب الأمين العام للحزب بقيادة محمد عبو .
خلال الانتخابات التشريعية لعام 2014، استثمره حزبه كرئيس القائمة في دائرة بن عروس، حيث حصل على مقعد في مجلس نواب الشعب بـ 7226 صوت . وفي هذه الانتخابات، فاز التيار الديمقراطي بما مجموعه ثلاثة مقاعد. ثم انضم الشواشي إلى لجنة التشريع العام، ولجنة شؤون التونسيين في الخارج، واللجنة الخاصة المسؤولة عن المالية.
في 27 مارس 2016 يخلف عبو كأمين عام للتيار الديمقراطي في أول مؤتمر انتخابي له، وفي المؤتمر الثاني عاد عبو ليخلفه في نفس المنصب.
خلال الانتخابات التشريعية لعام 2019، أعيد انتخابه نائبا لدائرة بن عروس. قدم ترشيحه لمنصب رئيس مجلس نواب الشعب لكنه حصل على 45 صوتًا فقط مقابل 123 صوتًا لـ راشد الغنوشي الذي تولى المنصب.
في 19 فبراير 2020 عين وزيرا لأملاك الدولة والشؤون العقارية في حكومة الياس الفخفاخ.

## الاستقالة منحزب التيار الديمقراطي
بعد الإعلان عن نتائج الإنتخابات التشريعية أعلن غازي الشواشي إستقالته من الأمانة العامة للتيارالديمقراطي.

كشف غازي الشواشي بعد استقالته من التيار الديمقراطي أنه يستعد لطرح مبادرة سياسية للخروج من الأزمة السياسية التونسية 2021–2022

## الاعتقال والمحاكمة
في 25 فبراير 2023، اعتُقل الشواشي ضمن حملة واسعة شنتها السلطات التونسية لاعتقال أبرز وجوه المعارضة في إطار الأزمة السياسية التونسية 2021–2022، حيث فتحت تحقيقات جنائية مع ما لا يقل عن 50 شخصاً على خلفية اتهامات بـ"التآمر على أمن الدولة".
احتُجز الشواشي في البداية في سجن المرناقية بالعاصمة تونس، قبل أن تقدم السلطات على نقله إلى سجن الناظور. كما نُقل معه معارضان آخران هما رضا بالحاج وعصام الشابي إلى سجون نائية أخرى.
يواجه الشواشي تهماً خطيرة تشمل "محاولة تبديل وجه الدولة والتآمر على أمن الدولة وتكوين وفاق إرهابي"، بالإضافة إلى قضايا أخرى تحيل على قانون الإرهاب. تصل العقوبة القصوى لبعض هذه التهم إلى الإعدام.
في 15 يوليو 2024 من داخل السجن، أعلن الشواشي عن ترشحه للانتخابات الرئاسية المقررة في أكتوبر 2024، لكنه لم يتمكن من الحصول على موافقة الهيئة العليا المستقلة للانتخابات لتكوين ملفه الانتخابي.

### ردود الفعل الدولية
طالبت منظمة العفو الدولية بالإفراج الفوري عن جميع المعارضين المحتجزين، مؤكدة أن تونس تجرّم المعارضة السلمية. كما اتهمت منظمة هيومن رايتس ووتش السلطات التونسية بـ"سحق المعارضة عبر الاحتجاز التعسفي".